# Ōshima
Ōshima (jap. 大島) – kanonierka japońskiej marynarki wojennej, podobna, lecz ulepszona względem poprzedzającego ją typu Maya. Wzięła udział w wojnie rosyjsko-japońskiej, podczas której zatonęła.
Zwodowana w stoczni w Kobe kanonierka była pierwszym zbudowanym w Japonii okrętem wyposażonym w maszyny parowe potrójnego rozprężania, skonstruowane w Yokosuce. Jej stalowy kadłub zdradzał wpływy francuskiej myśli konstrukcyjnej, był wyposażony w wyraźny taran, a artylerię rozmieszczono na nadbudówce dziobowej i rufowej, oraz na sponsonach burtowych. Okręt miał 53,5 m długości, 8 m szerokości, a jego zanurzenie wynosiło 2,75 m. S. Suliga jako jedyny podaje, że okręt miał maszynownie osłoniętą lekkim pokładem pancernym o grubości 25 mm.
Okręt napędzały dwie maszyny parowe o mocy 1200 hp (1216 ihp); parę dostarczały dwa cylindryczne kotły, a dwie śruby nadawały prędkość 16 węzłów. Zapas węgla wynosił 140 ton; kanonierka miała też ożaglowanie typu trójmasztowej barkentyny.
Początkowo „Ōshima” uzbrojona była w cztery armaty kalibru 120 mm i pięć działek Hotchkissa kal. 47 mm (F.T. Jane podaje 8 dział tego kalibru); w późniejszej służbie została przezbrojona w 4 działa kalibru 120 mm, 7 działek kalibru 40 mm i otrzymała jeden karabin maszynowy.
Na początku wojny rosyjsko-japońskiej „Ōshima” i „Akagi” weszły w skład zespołu okrętów specjalnych, podporządkowanego 2. Dywizjonowi adm. Kamimury. 5 maja, okręt, wraz z kanonierkami „Akagi”, „Chōkai”, „Maya” i „Uji” ubezpieczał desant sił japońskich na Liaotungu oraz prowadził działania demonstracyjne wzdłuż wybrzeża. 15 maja 1904 roku „Ōshima” znajdowała się w składzie zespołu adm. Masamichi Tōgō, który osłaniał pechowy dywizjon adm. Nashiby, który utracił na rosyjskich minach dwa pancerniki („Hatsuse” i „Yashima”). Następnie zespół Togo rozpoznał wybrzeża koło Jinzhou. 17 maja w nocy (o 2.30), gdy okręty odkotwiczały w gęstej mgle, „Akagi” staranował „Ōshimę”, która zatonęła bez strat w załodze, którą udało się w całości uratować. Inne źródła podają datę zderzenia na 16 maja, a 17 maja – jako dzień zatonięcia uszkodzonego okrętu.